# Mononom
Mononom Soundsystem, of MononoM was een Nederlandse Freetekno-organisatie die bestond van 1994 tot 1999.
Mononom werd opgericht in 1994 door een aantal vrienden uit de Bossche underground. In 1995 fuseerde Mononom met het Utrechtse collectief HPG (Hardcore Peace Generation) en daarna met een aantal leden van (CYB-X) 010 uit Rotterdam. Mede geïnspireerd door Spiral Tribe, waarmee ook werd samengewerkt, was Mononom de belangrijkste organisator in Nederland van Freetekno-feesten in kraakpanden en leegstaande gebouwen, meestal op industrieterreinen. Medeorganisator van de eerste Teknivals in Nederland maar ook actief op Teknivals in het buitenland, zoals Frankrijk en Tsjechië.
De stijl was kale, rauwe, experimentele, industriële en psychedelische acid house en techno/ tekno, tegen de gabber aan. Mononom heeft in undergroundkringen een legendarische status.
Er werd niet alleen ge-dj'd, maar de leden speelden ook livesets. Tevens werd het Mononom-label opgericht, dat zes platen uitgebracht heeft.
Naast de dj's en muzikanten waren ook makers van kunstzinnige en psychedelische decors bij de groep betrokken. Zij kleedden de ruimte aan met doeken met fractals en fluorescerende kleuren.
Na 1999 zijn de leden ieder hun eigen kant opgegaan, maar ze werken nog wel regelmatig samen als dj's in het concertzalencircuit. Ook werd later het label Mononom Records opgericht.